# Письмо

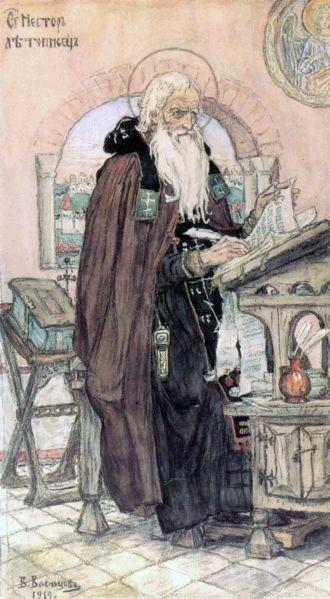
Нестор-літописець — київський літописець та письменник-агіограф, упорядник Повісті временних літ.

Письмо́ — знакова система фіксації мови на площині за допомогою умовних ідеографічних елементів двох вимірів для передачі інформації на відстані й закріплення її в часі. Найперші спроби письмової фіксації думок і повідомлень виникли ще в первіснообщинному суспільстві (кінець кам'яної доби). У Західній культурі під письмом найчастіше розуміють тільки передачу мови в текстовому вигляді за допомогою набору знаків або символів (відомих як писемність). 
У 1981 р. всесоюзним науково-дослідним інститутом судових експертиз (НДІСЕ) під редакцією професора В. Ф. Орлової, означено: "Письмо — засіб фіксації думки людини за допомогою мови і спеціально створеної системи умовних позначень (писемності). У судовому почеркознавсті письмо як об'єкт експертизи включає: а) письмову мову (смислові, мовні засоби вираження думки при листі); б) почерк".
Вивчають письмо як особливу знакову систему такі дисципліни: граматологія, епіграфіка й палеографія.
На письмі можуть використовуватися абстрактні символи, що відбивають фонетичні елементи мови, як, наприклад, в індоєвропейських мовах, або можуть застосовуватися спрощені зображення об'єктів і понять, як в східноазійських і давньоєгипетських піктографічних письмових формах. Тим не менш, письмо різниться від ілюстрацій, таких як наскельні малюнки й живопис, а також від несимвольних способів зберігання мови на нетекстових носіях інформації, наприклад, на магнітних аудіокасетах.
В Україні щороку 9 листопада в день вшанування пам'яті Нестора-Літописця святкується День української писемності та мови.

## Способи запису інформації
Британський письменник та історик Герберт Уеллс у праці «Коротка історія світу» (англ. A Short History Of The World) стверджує, що письмо може «зафіксувати угоди, закони, заповіді у вигляді документів. Воно забезпечує зростання держави до розмірів, що перевищують старі міста-держави. Слово священика або короля і його гарантії можуть виходити далеко за рамки, окреслені його поглядом і голосом, і може впливати по його смерті».

### Види писемності

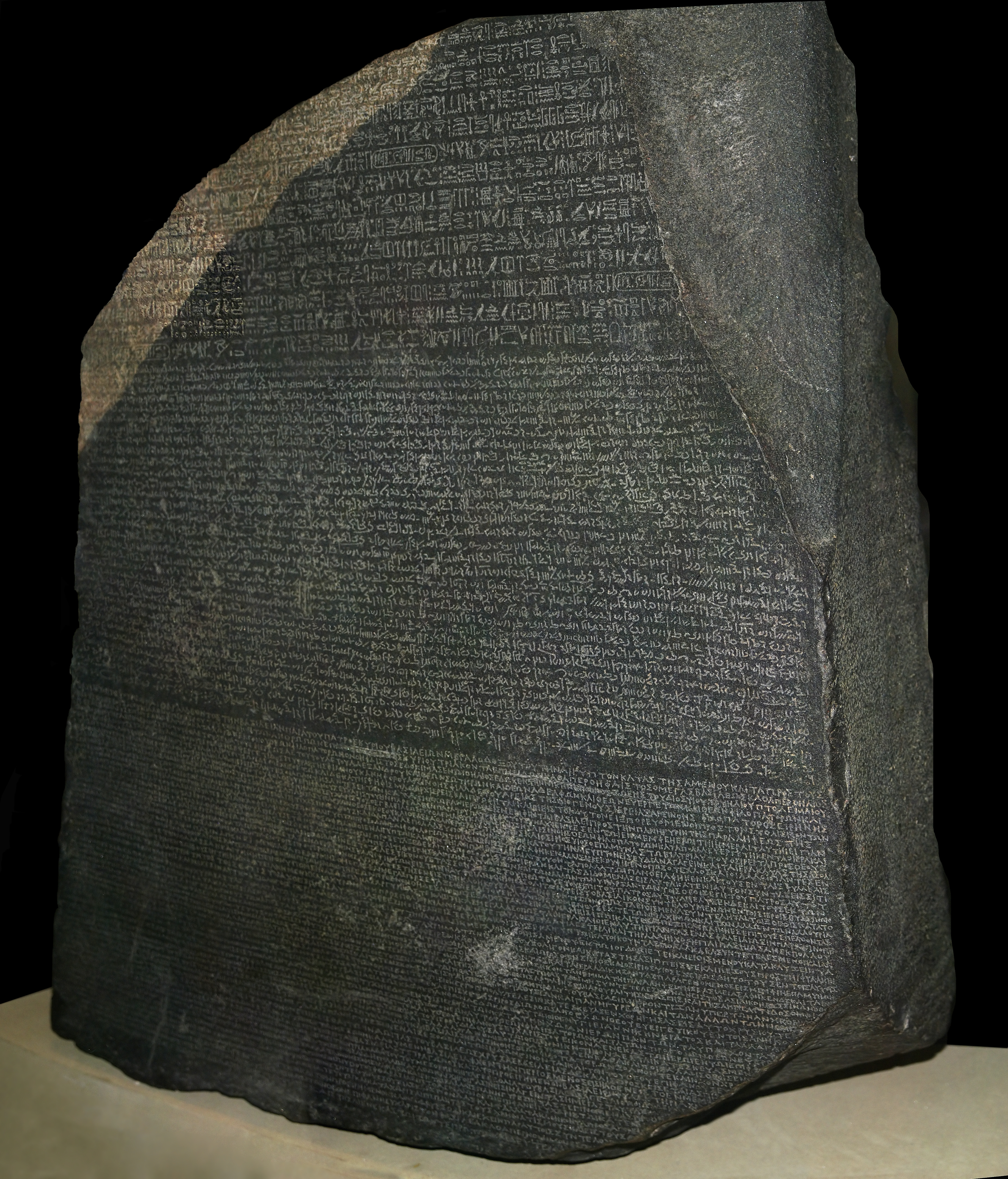
Розетський камінь з вибитими на ньому трьома ідентичними за змістом текстами: двома на староєгипетській мові — написаними староєгипетськими ієрогліфами та єгипетським демотичним письмом, та однією з давньогрецьких мов, койне.

Основні види писемностей (методи запису мови) поділяються на чотири категорії: логографічні, складові, літерні й характеристичні. Існує ще одна п'ята категорія — ідеографічне письмо (символи ідей), що, однак, ніколи не розвинулася до представлення рівня мови. Шоста категорія — піктографічне письмо, сама собою недостатня для представлення мови, але часто складає основу логографічних систем.

#### Логографічне письмо
Логограма є запис знаків, що відбивають окремі слова або морфеми. Щоб записати мову, потрібна величезна кількість логограм, а щоб вивчити їх, потрібно багато років. У цьому виявляється основна вада логографічного письма порівняно з алфавітним. Однак після того як таке письмо вивчено, виявляється його головна перевага — швидкість читання Жодна система письма не є повністю логографічна: всі вони поряд з логограмами мають фонетичні компоненти («логосилабічні» компоненти у випадку китайського письма, клинопису й письмо цивілізації мая, де символ може позначати морфему, склад або й морфему, й склад; «логоконсонантні» компоненти у випадку ієрогліфів). Більшість таких писемностей містять ідеографічні компоненти (китайські «радикали», ієрогліфічні «визначники»). Наприклад, у письмі мая символ для «пливця», що вимовляється як «ка», застосовувався також для передачі складу «ка», в разі, коли необхідно було вказати на вимову логограми, і в разі відсутності самої логограми.
Основна логографічна система, що вживається в наш час, - це китайські ієрогліфи, що використовуються з деякими змінами в різних мовах Китаю, Японії і, меншою мірою, в корейській мові Південної Кореї. Інший приклад — класичне «письмо і». У китайському письмі близько 90% символів з'єднуються семантичним (смисловим) елементом, радикалом, з символом для позначення вимови, що зветься фонетичним елементом. Однак фонетичні елементи доповнюють логографічні елементи, а не навпаки.

#### Складове письмо
Складове письмо є набір письмових знаків, що передають склади. Знак у складовому письмі зазвичай відбиває поєднання голосний-приголосний, або просто один голосний звук. Проте в деяких випадках знаки відбивають складніші склади (наприклад, приголосний-голосний-приголосний або приголосний-приголосний-голосний). Фонетичний зв'язок складів не відбивається графічно. Наприклад, склад «ка» може виглядати зовсім несхоже на склад «ки», так само як і склади з однаковими голосними не будуть схожі між собою.
Складове письмо найслушніше пристосовується до мов з відносно простою структурою складу, як от японська. З інших мов, що застосовували складове письмо, можна навести мікенське лінійне письмо Б, письмо черокі й нджука, креольська мова Суринаму на основі англійської мови, а також мова ваї в Ліберії. Більшість логографічних систем мають сильні складові компоненти. Ефіопське письмо, технічно будучи алфавітом, має злиті приголосні й голосні звуки, тому воно вивчається як складове.

#### Алфавіти
Алфавіт (грец. ἀλφάβητος, від назв перших літер грецького алфавіту — альфа та бета (віта), також абетка чи азбука) — сукупність усіх літер або складових знаків, прийнятих у писемності якої-небудь мови й розміщених у певнім усталенім порядку. Алфавіти виникли в серед. 2 тис. до н. е. В ідеальному фонологічному алфавіті фонеми й букви ідеально відповідають один одному в обох напрямках: при записуванні можна передбачити написання слова, знаючи його вимову, і навпаки — при мовленні можна передбачити вимову слова, знаючи його написання. Мови часто розвиваються незалежно від їхніх систем письма. Письмо запозичуються для інших мов, спочатку для них не призначених, а тому й ступінь відповідності букв алфавіту фонемам мови значно варіюється від мови до мови й навіть у межах однієї мови.
Іноді термін «алфавіт» обмежується системами з окремих літер для приголосних і голосних, наприклад, латинський алфавіт, хоча абугіди й абджади теж можуть належати до алфавіту. З цієї причини грецький алфавіт часто вважається першим алфавітом у світі.

##### Консонантне письмо
У більшості близькосхідних алфавітів відбиваються тільки приголосні звуки, голосні звуки іноді можуть позначатися додатковими діакритичними знаками. Ця властивість виникла внаслідок впливу єгипетських ієрогліфів. Такі системи називаються абджадами, що в перекладі з арабської означає «алфавіт».

##### Консонантно-складове письмо
У більшості алфавітів Індії та Південно-Східної Азії голосні позначаються через діакритичні знаки або через заміну форми приголосного. Таке письмо називається абугіда. Деякі абугіди, як от геез і крі, вивчаються дітьми як складові, тому їх часто й залічують до складового письма. Однак, на відміну від справжнього складового письма, вони не мають окремих знаків для кожного складу.

#### Характеристичний алфавіт
Характеристичний алфавіт розглядає будівельні блоки фонем, що входять до складу мови. Наприклад, всі мовні звуки, вимовлені губами («губні» звуки) можуть мати якийсь спільний елемент. У латинському алфавіті це очевидно для таких букв, як «b» і «p», однак губний «m» зовсім іншого роду, і схожа зовні «q» позначає не губний звук. У корейському фонематичному письмі хангиль всі чотири губні приголосні засновані на однакових складових елементах. Тим не менш, на практиці корейську мову прищеплюють дитині як засновану на звичайному алфавіті, а характеристичні елементи, як правило, залишаються непоміченими.
Як інший приклад характеристичного алфавіту можна навести жестове письмо, найпопулярнішу писемність для багатьох мов жестів, в якій рухи рук і обличчя представлені іконографічними знаками. Характеристичні алфавіти поширені також у фантастичних або винайдених системах, таких як тенгвар Дж. Р. Р. Толкіна.

### Матеріали й засоби для письма
Впродовж усієї історії людства для письма використовувалися численні пристосування та матеріали, включаючи кам'яні скрижалі, глиняні таблички, воскові таблички, велень, папірус, пергамент, папір, мідні пластини, грифелі, пташине пір'я, чорнило, пензлі, олівці і ручки і безліч способів літографії. Існує гіпотеза, що інки використовували вузлики на нитках, відомі як кіпу, як писемність, для реєстрації математичних операцій, бухгалтерії, календарно та передають історичний наратив.
Згодом широке поширення як інструменти для письма отримали друкарська машинка і різні форми текстових процесорів. Також проводяться дослідження, в яких порівнюються сучасні інструменти письма зі старовинними ручкою і олівцем.

## Історичний вплив систем писемності

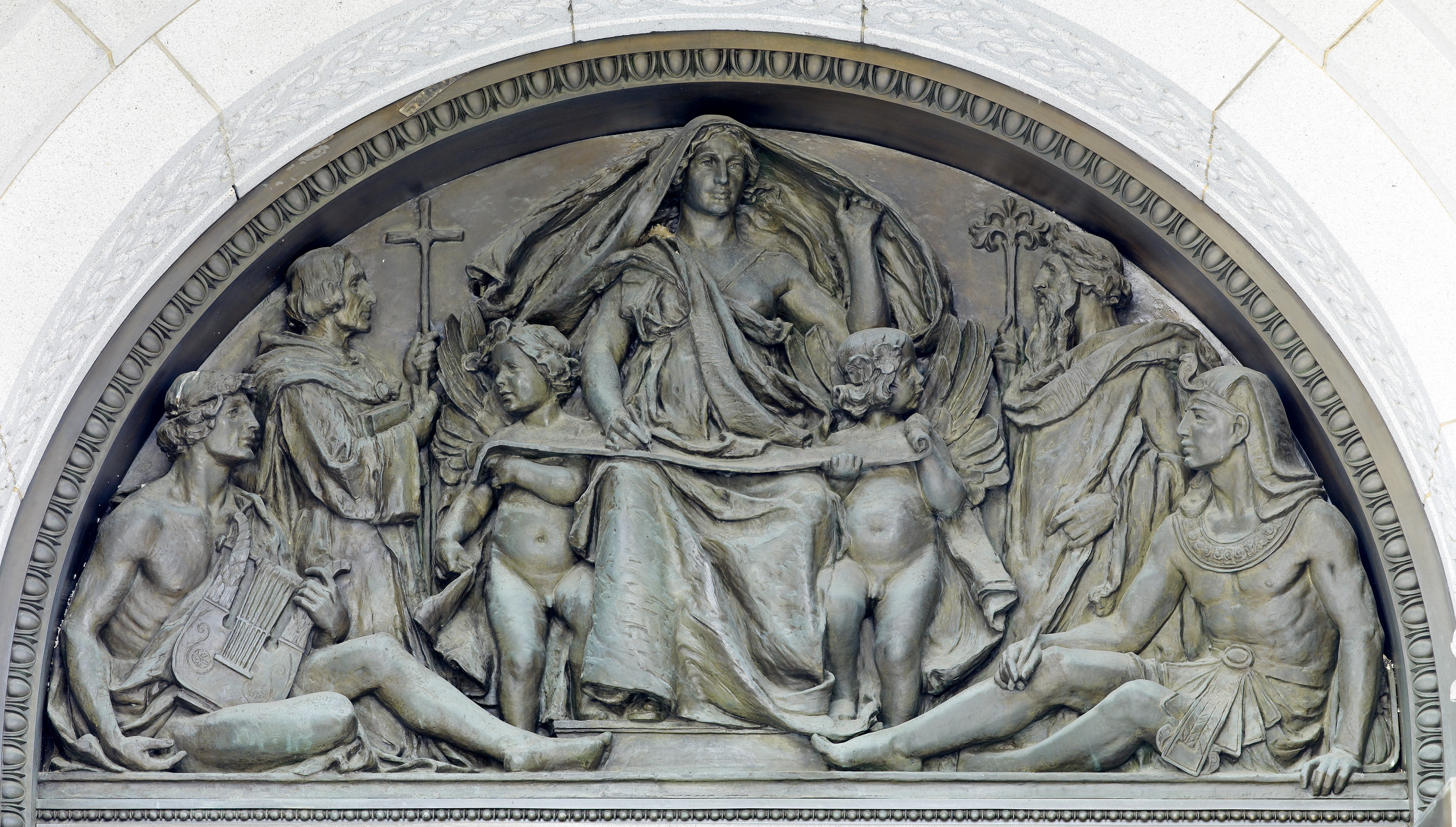
Тимпан із зображенням письменства від античності до пізнього християнства, Томас Джефферсон білдинг (Бібліотека Конгресу США), тимпан на фасаді головного входу, місто Вашингтон, архітектор Олін Ворнер, 1896 рік

Історики роблять розмежування між передісторією та історією письма: історія визначається появою писемності. Наскельні малюнки та петрогліфи доісторичних народів можна вважати попередниками писемності. Однак вони не можуть розглядатися як письмо, тому що вони не передають безпосередньо мову.
Системи писемності завжди розвивалися і змінювалися в залежності від потреб людей, що їх використовували. Форма, розташування і значення окремих знаків також змінювалися із плином часу. Простежуючи розвиток знаків письма, можна дізнатися про потреби людей, які їх використовували, а також про зміну цих потреб з часом.

## Історія письма

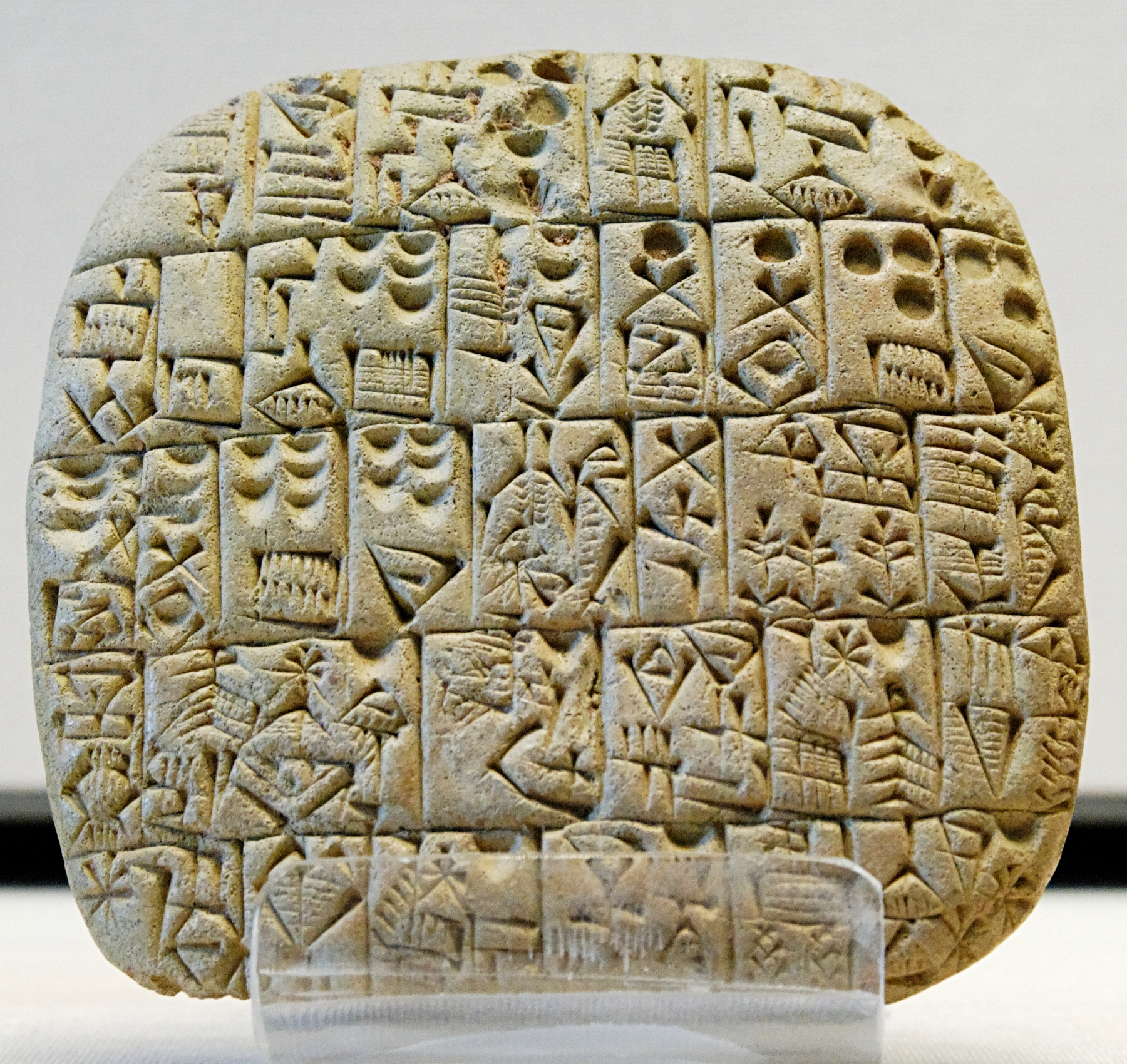
Глиняна клинописна табличка, Лувр, Париж

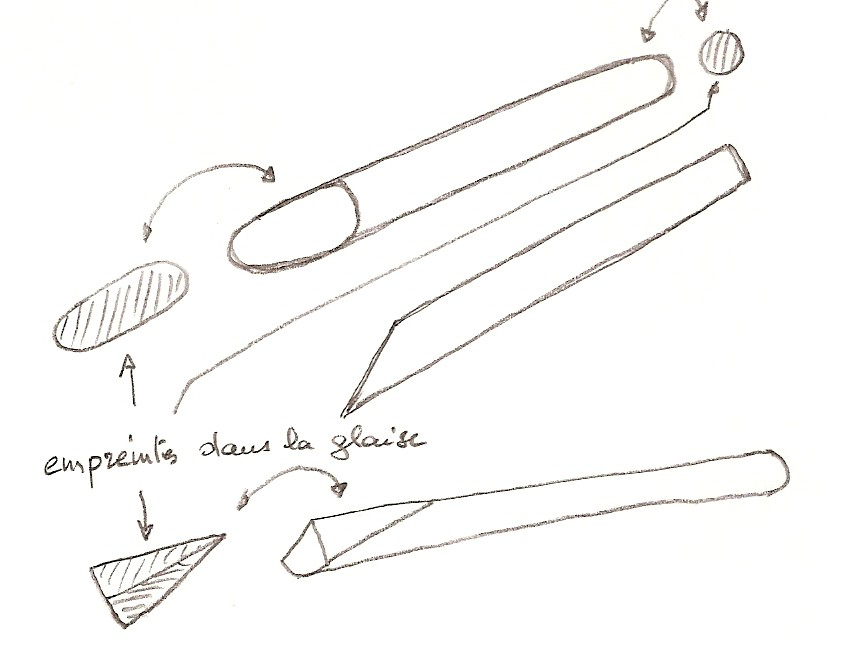
Обидва обрізані кінці каламоса.

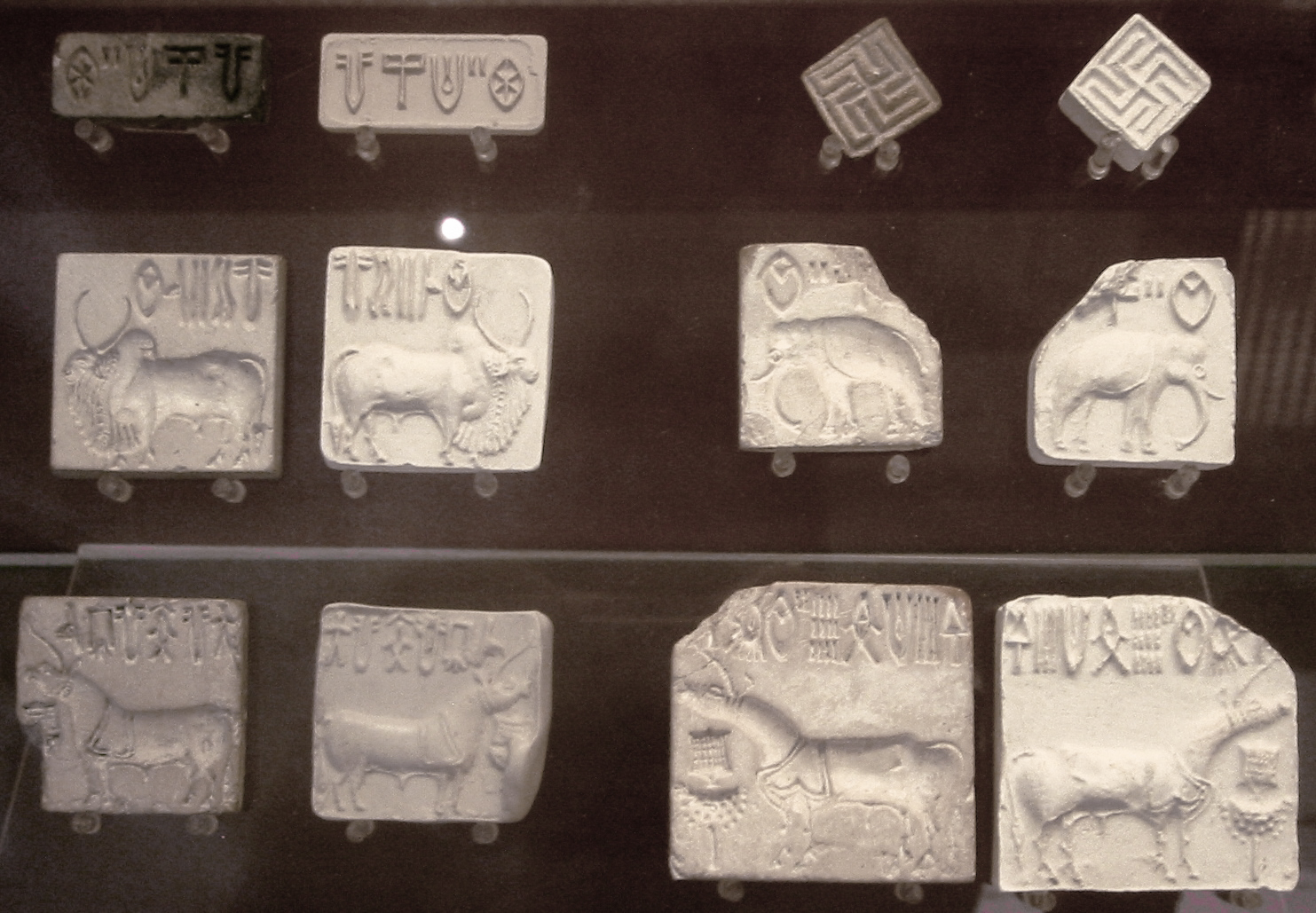
Облікові знаки цивілізації долини Інду нагадують за принципом месопотамські. Серед вчених немає єдності щодо того, називати ці знаки писемністю чи ні.

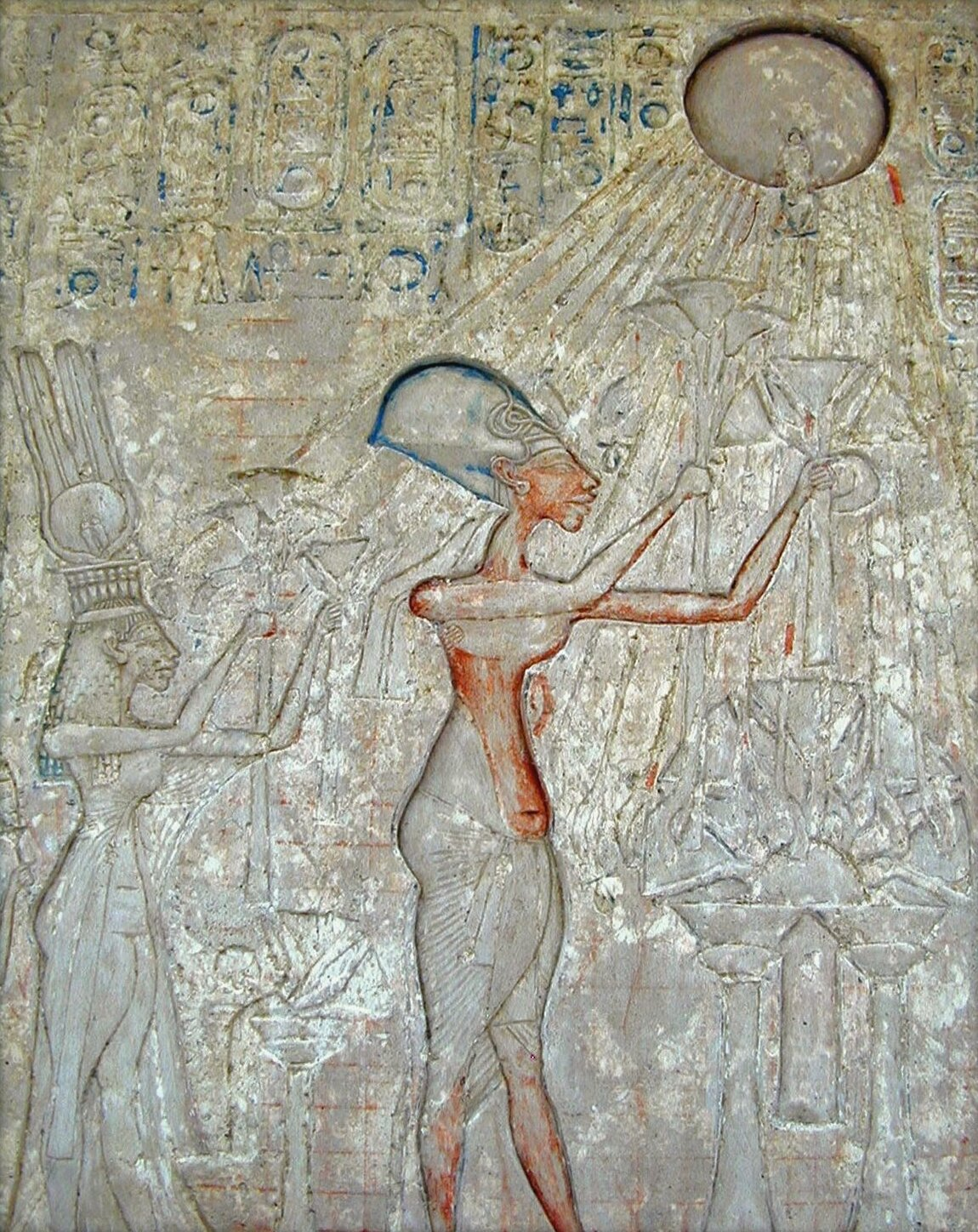
Давньоєгипетська стела з написом ієрогліфами та зображенням Аменхотепа IV і Нефертіті, що моляться до бога Атона.

Письмо — розширення людської мови у часі та просторі. У IV тисячолітті до нашої ери складність торговельних відносин та адміністративного управління переросли можливості людської пам'яті, й письмо стало надійнішим способом обліку та фіксації подій на постійній основі. Як у Месоамериці, так і Месопотамії та в Стародавньому Єгипті письмо розвивалося через календарі та необхідність обліку товарів та запису громадських та природних подій. Найчастіше письмо виникало в результаті політичної експансії стародавніх культур, які потребували надійних засобів передачі інформації, підтримки фінансової звітності, збереження історичної пам'яті тощо. 
Письмо виникло принаймні в п'яти чи шести цивілізацій, що мали досить розвинуте сільське господарство та міське життя. За оцінками вчених у Месопотамії письмо з'явилося близько 3400 року до н. е. (за іншими даними — 3150 року до н. е.), у Стародавньому Єгипті — близько 3250—3200 року до н. е., на острові Кіпр — близько 2200 року до н. е., на острові Крит — близько 1900 року до н. е., у Давному Китаї — близько 1400 року до н. е. та в Месоамериці — близько 1200 року до н. е. Загалом, за походженням первинні писемності можна об'єднати у три основні групи: Месопотамія, Китай та Месоамерика. Єгипетські ієрогліфи, незважаючи на їхню своєрідність, на думку науковців, розвинулися під впливом месопотамського клинопису. Ці перші п'ять чи шість систем письма стали основою для всіх відомих сьогодні писемностей. 
Недавній розвиток історичної піддисципліни «дослідження писемності» (англ. litteracy studies) декілька разів призводив до переоцінки датувань появи письма. Так, на думку деяких дослідників, індське письмо, що датується III тисячоліттям до н. е. не є власне писемністю. Інші дослідники не погоджуються з цим, оскільки вважають, що, таке трактування спирається на уявлення про сучасне письмо й не відповідає тодішнім реаліям. Отже історія письма залежить від уявлень і концепцій про мову, відносин між усним і письмовим мовленням і спирається зокрема на філософію мови.
Наразі вважається, що найдавнішою системою письма є месопотамський клинопис. Походження письма в Месопотамії пояснюють таким чином:
Торговельні трансакції між віддаленими районами потребували фіксації домовленостей в контракті. Контракти мали вигляд порожнистих куль з глини, в яких зберігалися невеликі глиняні фігурки, що символізували кількість певного товару. Глиняна фігурка могла мати вигляд кулі, конуса або циліндра. До цих фігурок додавалися форми, що позначали самі предмети торгівлі. В разі рекламації глиняна куля, що була скріплена печаткою, розбивалася й наявні там фігурки порівнювалися з кількістю товару.
З часом торговельні операції ускладнювалися, тож хоча сама система обліку за допомогою глиняних куль збереглася, та відбулася суттєва модифікація: зовні, на свіжій глині куль почали наносити знаки, що символізували товари і їхню кількість. Для нанесення цих знаків послуговувалися спеціальною тонкою паличкою, яка зараз в історичній літературі називається «каламос» (від грец. κάλαμος). Один край каламоса мав гострий зріз, а інший — закруглений. Такою паличкою було зручно виписувати на глині кут, коло чи конус, що символізували первісні глиняні фігурки.
Очевидно, з часом система запису еволюціонувала, й стали використовувати глиняні таблички, обидві сторони яких використовувалися для облікових записів. Науковці припускають, що форми кола й циліндра було опущено, а клинопис розвинувся через модифікації форми кута.
В інших цивілізаціях письмо могло розвинутися іншим шляхом, а саме - зі знаків (ідеограм), що мали релігійну символіку або позначали елементи природи. У такій системі одна графема могла позначати ціле слово, що представляло окремий предмет, чи один склад, або ж система письмо могла бути суто фонетичною (одна графема відповідає одному звуку мови).
Вчені припускають, що вже у бронзову добу та на початку залізної доби в Єгипті, Китаї, а також на острові Крит один знак міг в залежності від контексту позначати окрему ідею, окремий предмет або окремий склад. На відміну від Месопотамії у цих культурах носієм інформації була не глина, а папірус (див. сувій), а з часом також інші види паперу чи шкіри (пергамент). Написи також наносилися на стіни, на скульптури та на металеві вироби, наприклад на прикраси з дорогоцінних металів.